# De religie binnen de grenzen van de zuivere rede
Die Religion innerhalb der Grenzen der bloßen Vernunft (ned.: De religie binnen de grenzen van de zuivere rede) is een filosofisch boek van de Duitse filosoof Immanuel Kant uit 1793.
In dit boek probeert Kant het wezen en de noodzaak van religie te doorgronden. Hoewel hij de religie in het algemeen wil behandelen, is het boek vaak specifiek christelijk.

## Religie en moraal
Voor Kant is religie een systeem binnen het domein van de moraal. Het werk kan dus het beste gelezen worden in combinatie met de ((Kritik der praktischen Vernunft.

### Moralität en Legalität
"Religion ist (subjektiv betrachtet) die Erkenntnis aller unserer Pflichten als göttlicher Gebote." (Religion, pg.229/230).
In het derde deel van de Religion maakt Kant het onderscheid tussen Moralität (moraliteit) en Legalität (legaliteit). De legaliteit is het domein van de uiterlijke handelingen. Hierbij gaat het om handelingen die voor iedereen zichtbaar zijn, bijvoorbeeld het stelen van een brood. De moraliteit is het domein van de innerlijke handelingen, ofwel de intenties. Hierbij gaat het om een gericht-zijn op het goede. Een handeling kan dus legaal maar immoreel zijn.
De legaliteit wordt door de menselijke instantie (overheid) beoordeeld, de moraliteit (innerlijke gezindheid) kan niet door mensen beoordeeld worden; hiervoor bestaat dus de religie.
De categorische imperatief en de deontologische ethiek, die Kant in de Kritik der Praktischen Vernunft formuleerde, zetten ook in dit werk de toon.

### Offenbarung en Vernunft
Volgens Kant bestaan er twee vormen van religie, die uiteindelijk met elkaar te verenigen zijn: de reine Vernunftreligion, ofwel natuurlijke religie en de Offenbarungsreligion, ofwel openbaringsreligie. Beide wegen leiden naar hetzelfde doel, namelijk de erkenning van onze plichten (als goddelijke geboden). Of men dus op grond van het leergezag van de openbaring (bijbel, torah, koran of anderszins) of op grond van rationeel verworven inzicht tot deze conclusies komt, doet uiteindelijk niet ter zake. Religie, zo is Kants stelling, is in essentie volkomen redelijk.

### Reich Gottes en Volk Gottes
De verwezenlijking van het Goede is volgens Kant alleen mogelijk door de vereniging van de mensheid in een ethisches gemeines Wesen. In de terminologie van het christendom identificeert hij dit concept met de idee van een volk van God of een rijk van God. Zijn houding tegenover de verschillende monotheïstische religies is hier ambigu: enerzijds erkent hij de noodzaak van een openbaring als fundament van een kerk, anderzijds bekent hij zichzelf als een rationalist, iemand die zonder de openbaring tot de erkenning van alle plichten als goddelijke geboden is gekomen. Sommige interpretatoren verklaren dit door te verwijzen naar de politieke omstandigheden waarin Kant zijn werk schreef: het boek moest worden goedgekeurd door een theologische censuurcommissie.
De idee van de vereniging van de mensheid onder een rechtvaardige heerser kan in het verlengde worden gezien van zijn ideeën in Zum Ewigen Frieden.

## Opbouw van deReligion
Het werk is opgebouwd uit vier delen.
- Het eerste deel behandelt de inherentie van het principe van het Kwade ("das radikale Böse") in de menselijke natuur. De mens is van nature geneigd tot alle kwaad en moet zichzelf hiervan afkeren om het Goede aan te hangen. Het Goede is dus een keuze. Theologisch bezien kan deze stelling worden geïdentificeerd met de leer van de erfzonde, filosofisch met de leer van de natuurtoestand.
- Het tweede deel gaat over de 'oorlog' tussen het principe van het Goede en het principe van het Kwade om de heerschappij over de mensen. In dit deel behandelt Kant de antropomorfie van het Goede in de theologie (namelijk in de idee van een God). Later formuleert hij het zo: het Goede is het "höchste Gut", God is het "höchste selbständige Gut".
- Het derde deel bevat een filosofische voorstelling van de overwinning van het principe van het Goede. In dit deel stelt hij dat de mens van nature in een natuurtoestand verkeert en slechts door de vereniging in een ethische gemeenschap deze toestand, waarin het Kwade heerst, kan overwinnen. Deze idee van een ethische gemeenschap is volgens Kant dezelfde idee als die van een Volk Gottes unter ethischen Gesetzen. Deze idee is volgens hem slechts te realiseren in de vorm van een kerk met een openbaring als grondwet.
- Het vierde deel behandelt het onderscheid tussen ware religie en schijnreligie, en het onderscheid tussen natuurlijke religie en openbaringsreligie.

De idee van een overgang van een natuurtoestand naar een nieuwe (ethische) toestand kan vergeleken worden met de ideeën van filosofen als Hobbes en Rousseau over het sociaal contract: van nature homo homini lupus est. Door het afsluiten van een sociaal contract, of door de vestiging van een kerk, wordt deze natuurtoestand overwonnen.

## Kritiek
Kant was piëtist. Deze stroming verzette zich tegen dogmatisch geloof en verdedigde een geloof dat zuivere ethiek leert. Kants denkbeelden over de religie zijn sterk gekleurd door deze achtergrond.
Als piëtist was Kant ook christen. Hoewel hij een boek over religie in het algemeen schreef, was zijn kennis van het christendom substantieel groter dan die van andere religies. Dit is er de oorzaak van, dat het boek soms eerder over het christendom in het bijzonder lijkt te gaan, dan over religie in het algemeen. Het brengt hem ook tot een aantal onware uitspraken. Zo onderscheidt hij bijvoorbeeld het jodendom van het christendom door simpelweg te stellen, dat de joden het Oude Testament en christenen het Nieuwe Testament aanhangen.
Bovendien is zijn formulering van de essentie van religie nogal dubbelzinnig. Wat is de facto het verschil tussen: "De erkenning van al onze plichten als goddelijke geboden" en "de erkenning van al onze plichten (als natuurlijke geboden)"? Kants statement lijkt eerder een manoeuvre om de religie in de wetmatige orde te integreren, dan een objectieve analyse van het fenomeen. Beschouwd vanuit de rest van zijn werk, zoals de afleiding van de plichtsethiek uit rationele gronden en zijn universalisme, lijkt het plausibel te concluderen dat zijn analyse eerder normatief opgevat moet worden en een intelligente assimilatie is van het "bovennatuurlijke" in het natuurlijke denken.

## Citaten
- “Religion ist [...] die Erkenntnis aller unserer Pflichten als Göttliche Gebote."
- “(Denn) in einem solchen gemeinen Wesen sind alle Gesetze ganz eigentlich darauf gestellt, die Moralität der Handlungen (welche etwas Innerliches ist, mithin nicht unter öffentlichen menschlichen Gesetzen stehen kann) zu befördern, […] Also ist ein ethisches gemeines Wesen nur als ein Volk unter göttlichen Geboten, d.i. als ein Volk Gottes und zwar nach Tugendgesetzen, zu denken möglich.”
- “Sie (das ethische gemeine Wesen) würde noch am besten mit der einer Hausgenossenschaft (Familie) unter einem gemeinschaftlichen, obzwar unsichtbaren, moralischen Vater verglichen werden können, sofern sein heiliger Sohn, der seinen Willen weiss und zugleich mit allen ihren Gliedern in Blutsverwandtschaft steht, die Stelle desselben darin vertritt, dass er seinen Willen diesen näher bekannt macht, welche daher in ihm den Vater ehren und so untereinander in eine freiwillige, allgemeine und fortdaurende Herzensvereinigung treten.”
- “Der Wunsch aller Wohlgesinnten ist also: 'dass das Reich Gottes komme, dass sein Wille auf Erden geschehe'.”

## Voetnoten
Kant, Immanuel (1793). Die Religion innerhalb der Grenzen der Blossen Vernunft (en)